# Wohn- und Wirtschaftsgebäude Fünfhausen 28
Das Wohn- und Wirtschaftsgebäude Fünfhausen 28 in der niedersächsischen Gemeinde Worpswede, Ortsteil Fünfhausen, stammt aus dem ersten Drittel des 18. Jahrhunderts. Aktuell (2025) wird es zum Wohnen genutzt.
Das Gebäude steht unter Denkmalschutz. Siehe auch Liste der Baudenkmale in Worpswede.

## Geschichte und Beschreibung
Worpswede im Teufelsmoor wurde 1218 erstmals als Besitz des Klosters Osterholz erwähnt. Fünfhausen wurde 1782 im Rahmen der Moorkolonisierung des Teufelsmoores gegründet.
Das eingeschossige traufständige niedrige Zweiständer-Hallenhaus in Fachwerk mit Steinausfachungen, mit reetgedecktem Krüppelwalmdach und heute verglaster Grooter Door mit Korbbogen wurde 1723 (Inschrift) gebaut.
Das Landesdenkmalamt befand u. a.: „… ein regionstypisches Hallenhaus …“